# Megan McArthur
Katherine Megan McArthur (Honolulu, 30 de agosto de 1971) é uma astronauta e oceanógrafa norte-americana.
Morando desde criança na Califórnia, graduou-se em engenharia aeroespacial em 1993 na Universidade da Califórnia em Los Angeles e em 2002 tornou-se PhD em oceanografia na Universidade da Califórnia em San Diego.
Selecionada para curso de astronautas da NASA em 2000, McArthur integrou, como especialista de missão, a tripulação da Atlantis STS-125, o último vôo do ônibus espacial de manutenção do telescópio espacial Hubble, lançada ao espaço em 11 de maio de 2009 para uma estadia em órbita de doze dias.
Fez parte da tripulação SpaceX Crew-2 com a posição de Piloto, juntamente com os astronautas Robert Kimbrough (Comandante da nave), Akihiko Hoshide (Especialista de missão 1) e Thomas Pesquet (Especialista de missão 2). A missão foi lançada em 23 de abril de 2021 e pousou no dia 09 de novembro.